# Ferdinando Mezzasoma
Ferdinando „Fernando“ Mezzasoma (geboren 3. August 1907 in Rom; gestorben 28. April 1945 in Dongo) war ein italienischer Journalist und faschistischer Politiker. Von 1943 bis 1945 war er Minister für Volkskultur der Italienischen Sozialrepublik.

## Leben
Mezzasoma wuchs in Perugia auf und besuchte dort die Schule. Sein Vater arbeitete als Hausmeister in einer Bank in Perugia. Nachdem sein Vater 1919 unerwartet verstorben war, musste er neben seinem Betriebswirtschaftsstudium an der Universität Perugia auch die Familie finanziell unterstützen. So arbeitete er unter anderem im Sekretariat des Abgeordneten der Nationalen Faschistischen Partei (PNF) Amedeo Fani. Anfang der 1930er Jahre schloss er sein Studium mit der Laurea ab.
Die Zusammenarbeit mit Fani öffnete ihm die Toren in der faschistischen Partei. Als Fani im September 1929 zum Unterstaatssekretär im Außenministerium als Nachfolger für den zum Außenminister ernannten Dino Grandi berufen wurde, folgte ihm Mezzasoma nach Rom. In Rom trat er den faschistischen Jugendorganisationen bei und machte dort bald Karriere. Besonders aktiv war er in der faschistischen Studentenverbindung Gruppi universitari fascisti (GUF). Er unterstützte mit Vittorio Mussolini und anderen die von Nicolò Giani 1930 gegründete faschistische Eliteschule Scuola di mistica fascista in Mailand, deren Vizepräsident er wurde.
1932 kehrte er nach Perugia zurück und wurde Vorsitzender der örtlichen Sektion der GUF, die er bis 1935 leitete. Zugleich war er in der örtlichen Parteispitze der PNF tätig und war Direktor die faschistische Kampfzeitschrift in Umbrien L’Assalto (italienisch für Der Angriff). Seine Tätigkeiten in Umbrien ließen ihn bald zu einem Kandidaten für höhere Aufgaben werden. So übernahm er 1935 das Amt des Vizesekretärs der GUF und war damit nach Achille Starace, der als Parteisekretär der faschistischen Partei auch der faschistische Studentenverbindung vorsaß, der zweite Mann in der GUF.
Als Vizesekretär widmete er sich insbesondere der Pressearbeit. Bereits in der Vergangenheit war er für zahlreiche Zeitungen und Zeitschriften des Regimes als Journalist, meist unter dem Pseudonym Diogenes, tätig gewesen. Die Universitätspresse sah er als geeignetes Instrument an, um für die faschistische Studentenverbindung zu werben, sie sollte aber seiner Meinung nach auch einen bedeutenden Beitrag zur Schaffung des neuen faschistischen Menschen leisten.
Ab Januar 1937 gehörte er dem nationalen Direktorium der PNF an. Ab 1939 war er Abgeordneter der Camera dei Fasci e delle Corporazioni. Von 1939 bis April 1943 war er Vizesekretär der Parteisekretäre Achille Starace, Ettore Muti, Adelchi Serena und zuletzt Aldo Vidussoni.
Nach dem italienischen Kriegseintritt im Juni 1940 meldete sich Mezzasoma freiwillig zum Kriegsdienst an der französischen Front. Seinen nur einige Monate dauernden Kriegsdienst verbrachte er hinter der Front, weshalb später Zweifel laut wurden, ob die erhaltene Bronzene Tapferkeitsmedaille gerechtfertigt gewesen sei.
Im März 1942 wurde er zum Generaldirektor des Presseamtes im Ministerium für Volkskultur ernannt. Den Posten bekleidete er bis zum Sturz Mussolinis im Juli 1943. Danach zog er sich zunächst aus dem öffentlichen Leben zurück und zog mit seiner Familie in die Provinz Terni. Die Zeit mit der Familie nutzte er aber nicht für eine selbstkritische Betrachtung über den Faschismus, vielmehr teilte er die Meinung anderer überzeugter Faschisten wie Alessandro Pavolini, Roberto Farinacci oder Giovanni Preziosi, die den Sturz der faschistischen Regierung als Ergebnis einer verräterischen Verschwörung betrachteten. Nach der Befreiung Mussolinis im September 1943 kehrte er in die Politik zurück und unterstützte Mussolini beim Aufbau der Republikanischen Faschistischen Partei (PFR) und der Italienischen Sozialrepublik (RSI), wofür er von Mussolini am 23. September 1943 zum designierten Minister für Volkskultur ernannt wurde.
Nach dem Umzug des Ministeriums nach Salò an den Gardasee, machte er sich eifrig daran sein Ministerium umzugestalten. Zentralisierung und Verschlankung waren die zentralen Punkte seiner im November 1943 unterzeichneten Dekrete, mit denen er das Ministerium effizienter gestalten wollte. In dem von internen Intrigen und Konflikten gekennzeichneten Marionettenstaat RSI zeigten seine Bemühungen aber nur wenig Erfolg, vielmehr konnte er die Ineffizienz und die zunehmenden Auflösungserscheinungen nicht aufhalten. Außerdem engten die zum Teil unter deutscher Aufsicht gestellten Bereiche, wie die inhaltliche Gestaltung von Radioprogrammen, die Kompetenzen des Ministeriums weitgehend ein. Im Frühjahr 1944 versuchte Mezzasoma in einen letzten Versuch das Ministerium nach seinen Vorstellungen zu reformieren. Dabei tauschte er zahlreiche führende Mitarbeiter aus, unter anderem berief er Giorgio Almirante zum Kabinettschef und setzte ein beratendes Gremium für die Propagandaarbeit ein, dem bedeutende faschistische Journalisten wie der Antisemit Telesio Interlandi angehörten.
Bis zum Ende des Krieges gehörte er zum engeren Kreis um Benito Mussolini und floh in seinem Gefolge am Kriegsende zuerst nach Mailand und am 25. April 1945 von dort in Richtung Comer See. Mezzasoma wurde am Nachmittag des 27. April 1945 in Dongo von Partisanen in der gleichen Wagenkolonne aufgegriffen in der sich auch Mussolini befand. Nach seiner Festnahme wurde er am Tag darauf von einem Exekutionskommando erschossen, das vom Widerstandskämpfer Walter Audisio befehligt wurde. Am 29. April wurde der Leichnam Mezzasomas zusammen mit den Leichnamen der anderen in Dongo hingerichteten Personen in Mailand am Piazzale Loreto zur Schau gestellt.